# Conistra pallidistigma
Conistra pallidistigma là một loài bướm đêm trong họ Noctuidae.